# فرودگاه یلتسوکا
فرودگاه یلتسوکا (به انگلیسی: Yeltsovka Airport)  یک فرودگاه همگانی   است که یک باند فرود بتن دارد و طول باند آن ۳۳۵۰ متر است. این فرودگاه در شهر  نووسیبیرسک کشور روسیه قرار دارد و در ارتفاع ۱۸۸ متری از سطح دریا واقع شده است.